# Perkebunan Perapen
Perkebunan Perapen is een bestuurslaag in het regentschap Langkat van de provincie Noord-Sumatra, Indonesië. Perkebunan Perapen telt 892 inwoners (volkstelling 2010).